# Der Duellant

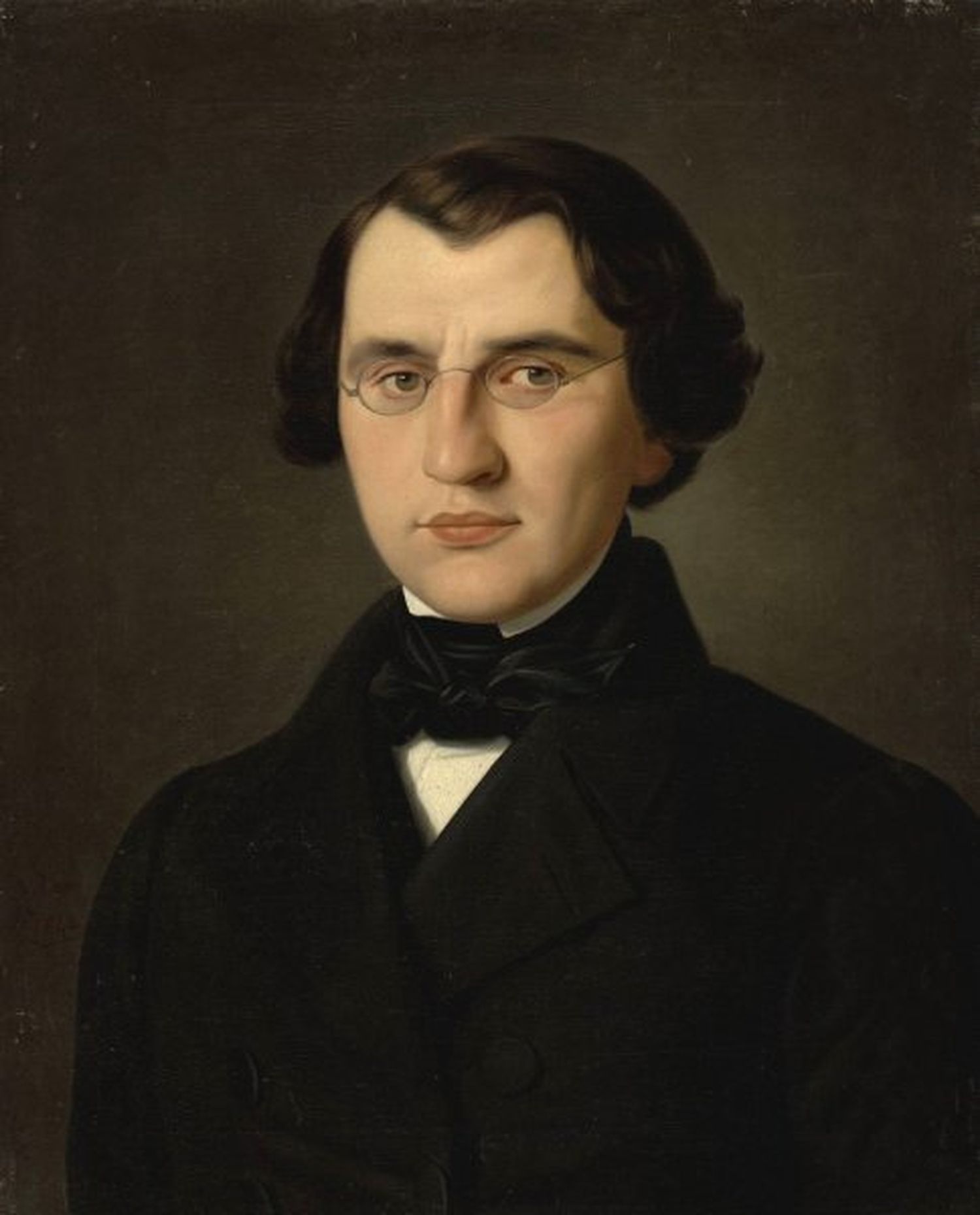
Eugène Louis Lami um 1844:
Iwan Turgenew

Der Duellant (russisch Бретёр, Bretjor) ist eine Novelle des russischen Schriftstellers Iwan Turgenew, die 1846 geschrieben und im Januar 1847 in den Otetschestwennye Sapiski publiziert wurde. 

## Inhalt
Der Duellant ist der um die 35 Jahre alte Stabsrittmeister Awdej Iwanowitsch Lutschkow. Es heißt, der unansehnliche „Streithahn“ habe im Duell „schon mehrere Menschen getötet“.
Im Mai 1829 quartiert sich das N-sche Kürassierregiment zu Feldübungen im Dorf Kirillowo im südrussischen Gouvernement K. ein. Lutschkow legt sich mit dem jungen Kornett Fjodor Fjodorowitsch Kister an. Im Duell verwundet Lutschkow den „gutherzigen Schwärmer“ Kister leicht und entschuldigt sich zum Erstaunen der Sekundanten bei dem Leichtverletzten. Fortan sind die beiden Freunde und verkehren im Hause des Kirillowoer Gutsherrn Perekatow. Marja, genannt Maschenka, die 18-jährige Tochter des Hauses, interessiert sich für Lutschkow, eben weil er ein so „schrecklicher Duellant“ sein soll. Lutschkow lässt das Interesse kalt. Kister glaubt, das Mädchen liebt den Freund und führt beide zusammen. Maschenka bricht das Rendezvous in dem Wäldchen oberhalb der Langen Wiese ab, kurz bevor der „Tölpel“ Lutschkow zudringlich wird.
Erbost kann der abgewiesene Lutschkow nicht verwinden, dass Kister und Maschenka heiraten wollen. Er bringt den Freund im Duell um. 

## Textausgaben
- Iwan Turgenew: Der Duellant. Eine Novelle. Deutsch von Alexander Eliasberg. 143 Seiten. Südbayerische Verlagsanstalt, München-Pullach 1922.

Verwendete Ausgabe:
- Der Duellant, S. 95–174 in: Iwan Turgenew: Tagebuch eines überflüssigen Menschen. Der Duellant. Aus dem Russischen übersetzt von Eva und Alexander Grossmann. 191 Seiten. Gustav Kiepenheuer Verlag, Weimar 1972.

## Anmerkung
1. ↑  Da von Schwarzerdeäckern (russ. Чернозёмы) die Rede ist, könnte mit K. das Gouvernement Kauskasus (russ. Кавказская губерния), Kasan oder Kiew gemeint sein.